# نیکیتا کریوکوف
نیکیتا کریوکوف (روسی: Никита Валерьевич Крюков؛ زادهٔ ۳۰ مهٔ ۱۹۸۵) اسکی‌باز صحرانوردی اهل روسیه است.
وی همچنین برندهٔ جوایزی همچون نشان دوستی شده‌است.